# Trix (Trillizas de Oro)
Trix (oder Trillizas de Oro) ist eine Popband aus Argentinien. Sie besteht aus den Drillingen María Emilia, María Eugenia und María Laura Fernández Rousse, die am 5. Juli 1960 in Floresta, Buenos Aires, Argentinien geboren wurden.

## Leben
Schon im Alter von 4 Jahren wirkten sie in TV-Werbespots mit. 1968 debütierten die Schwestern in der in Argentinien berühmten Varietéshow Sábados Circulares. Mit 13 traten sie in einer Seifenoper von Radio Caracas Televisión (RCTV) auf.
Julio Iglesias engagierte die 17-jährigen Drillinge für seine Welttournee als Begleitsängerinnen. Dies förderte ihre Popularität. CBS / Sony Records engagierte sie anschließend für Plattenaufnahmen. Produziert wurden diese von Giorgio Moroder, der auch Produzent von ABBA und Donna Summer war. Die anschließende Promo-Tournee führte die Sängerinnen nach Japan, in die Niederlande, nach Deutschland, Italien, Spanien und andere Länder. In dieser Periode landeten ihre Songs mehrmals in den Hitparaden verschiedener Länder. In Deutschland traten sie auch im Musikladen auf.
Trillizas de Oro wirkten in zahlreichen südamerikanischen TV-Shows und Filmen mit und gelangten zu ansehnlichem Ruhm. In ihrer Heimat gehören die drei Schwestern und ihre insgesamt 10 Kinder und ihre Enkelkinder zum festen Bestandteil der Klatsch-Medien. Gut dokumentiert sind die Trauzeremonien der drei Frauen, die von ihrem Onkel, dem Kardinal Umberto Mozzoni, durchgeführt wurden. Auch ihre Reise zu ihrem Landsmann, dem Papst Franziskus, genoss mediale Aufmerksamkeit.
Die Band ist in Südamerika vor allem unter dem Namen Trillizas de Oro bekannt, in Europa als Trix.

## Diskografie
Alben
- 1981: Trix (Jupiter Records)
- 1982: In This Universe (Jupiter Records)

Singles
- 1981: Fantasy (Jupiter Records)
- 1981: C’est la vie (Jupiter Records)
- 1981: Do・Ki・Do・Ki・センセーション Just Wanna Dance Tonight (CBS/Sony)
- 1981: Patatrac (Baby Records)
- 1981: In This Universe (Jupiter Records)
- 1981: M’innamoro di te / C’est la vie (Split mit Ricchi e Poveri, Baby Records)
- 1981: Got to Get the Feeling Again (CNR)
- 1981: I Like Your Love (CBS/Sony)
- 1981: C’est la vie / I’m Still in Love with You (CBS/Sony)
- 1981: A Lot More (CBS/Sony)
- 1982: (So Close To) Heaven (Rio Records)
- 1982: Vacation / Casablanca (Split mit Go-Go’s, CBS/Sony)
- 1982: Casablanca (CBS/Sony)
- 1982: Mr. Miracle (CBS/Sony)